# Петров Георгій Миколайович (учений)
Георгій Миколайович Петров (рос. Георгий Николаевич Петров, 1899—1977) — радянський учений, фахівець у галузі електричних машин і трансформаторів.

## Біографія
Народився 22 квітня (4 травня) 1899 року (за іншими джерелами — 5 травня [23 квітня]) в селі Купавна (нині Ногінський район, Московська область).
У 1924 році закінчив електротехнічний факультет МВТУ і залишився там викладати. З 1932 року і до кінця життя працював в МЕІ: з 1933 року — професор, у 1938—1973 роках — завідувач кафедри електричних машин, у 1934—1939 роках — заступник директора, в 1941—1943 роках — ректор, у 1943—1947 роках — проректор).
У 1947—1953 роках Г. М. Петров був головним редактором журналу «Електрика» і членом редколегій журналів «Електротехніка» та «Електромеханіка». Є автором підручників і 120 статей з електричних машин і трансформаторів. Був почесним доктором наук Політехнічного інституту Будапешта і Вищої технічної школи Праги. Неодноразово представляв СРСР на різних міжнародних енергетичних конгресах і конференціях.
Жив у Москві на вулиці Лефортовський вал.
Помер 6 липня 1977 року в Москві. Похований на Введенському кладовищі. В архівах Російської академії наук є матеріали, що відносяться до Г. М. Петрова.

## Нагороди та премії
- Сталінська премія третього ступеня (1948) — за розробку конструкцій потужних випрямних трансформаторів
- Сталінська премія третього ступеня (1952) — за створення та впровадження у промисловість трансформаторів струму з новою системою компенсації
- заслужений діяч науки і техніки РРФСР (1942)
- два ордени Леніна (1951; 29.05.1969)
- орден Трудового Червоного Прапора (1961)
- орден Червоної Зірки (1945)
- орден «Знак Пошани» (1940)
- медалі.[3]